# ليو راندولف
ليو راندولف (بالإنجليزية: Leo Randolph)‏ مواليد 1958 في كولومبوس، مسيسيبي، الولايات المتحدة، هو ملاكم أمريكي. شارك في دورة الألعاب الأولمبية الصيفية. فاز بجائزة شوجار ري روبنسون.

## الميداليات
| الميدالية | المسابقة                       |
| --------- | ------------------------------ |
| ذهبية     | الألعاب الأولمبية الصيفية 1976 |

## روابط خارجية
- ليو راندولف على موقع بوكس ريك (الإنجليزية) (registration required)
- ليو راندولف على موقع أوليمبيديا (الإنجليزية)